# 13 Андромеды
13 Андромеды (лат. 13 Andromedae), V388 Андромеды (лат. V388 Andromedae), HD 220885 — одиночная переменная звезда в созвездии Андромеды на расстоянии приблизительно 318 световых лет (около 98 парсеков) от Солнца. Видимая звёздная величина звезды — от +5,77m до +5,73m. Возраст звезды определён как около 345 млн лет.

## Характеристики
13 Андромеды — бело-голубой гигант, вращающаяся переменная звезда типа Альфы² Гончих Псов (ACV) спектрального класса B9Mn или B9III. Масса — около 2,999 солнечных, радиус — около 2,438 солнечных, светимость — около 34,851 солнечных. Эффективная температура — около 9675 К.

## Планетная система
В 2019 году учёными, анализирующими данные проектов HIPPARCOS и Gaia, у звезды обнаружена планета.